# 오유나
오유나(본래 1981년 1월 28일 음력 1980년 12월 ~ )는 대한민국의 배우, 교수이다.

## 생애
본래 1981년 1월 28일 서울  출생한 그의 종교는 로마 가톨릭교회이며  KBS 1TV 청소년 드라마 《신세대 보고 - 어른들은 몰라요》를 통해 배우로 데뷔하였다.
대표 작품 중에 드라마로는 1998년 KBS 2TV 어린이 드라마 《지구용사 벡터맨》, 2000년 KBS 1TV 청소년 드라마 《학교 3》, 2001년 KBS 1TV 일일 연속극 《우리가 남인가요》, 2002년 KBS 2TV 이침 연속극 《골목 안 사람들》, 2003년 KBS 1TV 대하 드라마 《무인시대》, 2004년 KBS 2TV 아침 연속극 《아름다운 유혹》, 2005년 KBS 1TV TV소설 《고향역》, 2006년 SBS 아침 연속극 《맨발의 사랑》, 2007년 SBS 《왕과 나》, 2010년 MBC 월화 드라마 《역전의 여왕》, 2021년 KBS 1TV 일일 연속극 《국가대표 와이프》 등이 있고 영화로는 2002년 《가문의 영광》 등이 있다.

## 학력
- 백운중학교 (졸업)
- 혜화여자고등학교 (서울) (졸업)
- 서울예술대학 방송연예과 전문학사
- 대진대학교 연극영화학과 학사
- 성결대학교 교육대학원 연극영화교육학과 석사

## 동료 동기 친구들
- 반민정
- 추소영
- 박윤재
- 진태현
- 조정석
- 인교진
- 홍수현
- 조여정
- 한채영
- 오윤아
- 김소연
- 윤정희

## 경력
- 2015년 ~ 대진대학교 평생교육원 문화예술콘서바토리 연극영화학과 교수
- 2020년 ~ 서울공연예술고등학교 강사

## 출연 작품

### 드라마
| 연도 | 방송사  | 제목                                                      | 역할     | 비고      |
| ---- | ------- | --------------------------------------------------------- | -------- | --------- |
| 1996 | KBS 1TV | 청소년 드라마 《신세대 보고 - 어른들은 몰라요》           |          | 176부작   |
| 1997 | MBC     | 단막극 《여자를 말한다 - 오늘의 운세를 말씀드리겠습니다》 |          | 1부작     |
| 1997 | MBC     | 단막극 《여자를 말한다 - 나쁜 여자들》                    |          | 1부작     |
| 1997 | MBC     | 농촌 드라마 《전원일기》                                  |          | 1088부작  |
| 1998 | SBS     | 아침 연속극 《겨울 지나고 봄》                            |          | 62부작    |
| 1998 | KBS 2TV | 어린이 드라마 《지구용사 벡터맨》                         | 메두사   | 26부작    |
| 1999 | KBS 2TV | 월화 미니시리즈 《초대》                                  |          | 18부작    |
| 1999 | SBS     | 추석 특집극 《황제의 식탁》                               |          | 1부작     |
| 2000 | KBS 1TV | 청소년 드라마 《학교 3》                                  | 배이경   | 48부작    |
| 2001 | KBS 1TV | 일일 연속극 《우리가 남인가요》                           | 박윤미   | 192부작   |
| 2002 | KBS 2TV | 아침 연속극 《골목 안 사람들》                            | 성희진   | 119부작   |
| 2003 | KBS 1TV | 대하 드라마 《무인시대》                                  | 연희궁주 | 158부작   |
| 2004 | KBS 2TV | 성장 드라마 《성장드라마 반올림》                         | 장미연   | 특별 출연 |
| 2004 | KBS 2TV | 아침 연속극 《아름다운 유혹》                             | 오세희   | 168부작   |
| 2005 | KBS 1TV | TV소설 《고향역》                                         | 홍정인   | 174부작   |
| 2006 | SBS     | 아침 연속극 《맨발의 사랑》                               | 이화영   | 105부작   |
| 2006 | TvN     | 개국 기념 드라마 《하이에나》                             | 오유나   | 16부작    |
| 2007 | SBS     | 대하 사극 《왕과 나》                                     | 장녹수   | 63부작    |
| 2008 | KBS 2TV | 단막극 《KBS 드라마시티 - 세상끝의 눈물》                 |          | 1부작     |
| 2009 | IHQ     | 금요 드라마 《더 시크릿》                                 |          | 10부작    |
| 2010 | SBS     | 대기획 《제중원》                                         | 한승연   | 36부작    |
| 2010 | MBC     | 월화 드라마 《역전의 여왕》                               | 현주     | 31부작    |
| 2010 | KBS 2TV | 아침 연속극 《사랑하길 잘했어》                           | 경민     | 162부작   |
| 2012 | OCN     | 일요 드라마 《히어로》                                    | 장채옥   | 9부작     |
| 2013 | TvN     | 판디컬 드라마 《환상거탑》                                | 이윤희   | 8부작     |
| 2015 | SBS     | 주말 특별기획 《너를 사랑한 시간》                        | 지오     | 16부작    |
| 2015 | SBS     | 특집 드라마 《더 에이스》                                 | 오아영   | 1부작     |
| 2019 | SBS     | 금토 드라마 《의사요한》                                  | 유리혜   | 16부작    |
| 2021 | MBC     | 수목 미니시리즈 《미치지 않고서야》                       | 허가영   | 16부작    |
| 2021 | KBS 1TV | 일일 연속극 《국가대표 와이프》                           | 최선해   | 122부작   |

### 시트콤
| 연도 | 방송사  | 제목                            | 역할   | 비고    |
| ---- | ------- | ------------------------------- | ------ | ------- |
| 1997 | MBC     | 일일 시트콤 《남자 셋 여자 셋》 | 정하나 | 535부작 |
| 2001 | KBS 2TV | 일일 시트콤 《멋진 친구들 Ⅱ》   | 임유나 | 135부작 |

### 영화
| 연도 | 제목                   | 역할   | 감독   | 비고      |
| ---- | ---------------------- | ------ | ------ | --------- |
| 2002 | 《가문의 영광》        | 연수   | 정흥순 |           |
| 2004 | 《슈퍼스타 감사용》    | 장이란 | 김종현 |           |
| 2005 | 《역전의 명수》        | 미라   | 박흥식 |           |
| 2006 | 《하이에나》           | 오유나 | 조수원 |           |
| 2012 | 《반창꼬》             | 지영   | 정기훈 |           |
| 2014 | 《열애》               | 윤서   | 이숭환 |           |
| 2017 | 《마차 타고 고래고래》 | 의사   | 안재석 | 특별 출연 |

### 예능
| 연도 | 방송사  | 제목           | 역할   | 기간       | 비고 |
| ---- | ------- | -------------- | ------ | ---------- | ---- |
| 2001 | KBS 1TV | 《열린음악회》 | 출연자 | 2001.01.21 |      |

### 뮤직비디오
| 연도 | 가수명  | 노래명                          | 공동 출연 | 비고 | 출처 |
| ---- | ------- | ------------------------------- | --------- | ---- | ---- |
| 1998 | 보이스  | 〈너만의 천사가 되어〉          |           |      |      |
| 1999 | 나우탄  | 〈누구보다 행복하길〉           |           |      |      |
| 2000 | MC 한새 | 〈사랑이라고 말하는 마음의 병〉 |           |      |      |
| 2006 | 이안    | 〈재촉하세요〉                  |           |      |      |

### 광고
| 연도 | 광고주     | 브랜드          | 종류 | 공동 출연      | 출처 |
| ---- | ---------- | --------------- | ---- | -------------- | ---- |
| 1997 | LG생활건강 | 아트만닥터 칫솔 | 칫솔 |                |      |
| 1998 | 롯데제과   | 찬찬            | 과자 | 강혜정, 박은혜 |      |

## 가족 관계
- - 딸 : 한별 (2012년 12월 20일 ~ )

## 수상 및 후보
| 연도 | 시상식       | 부문            | 작품              | 결과 |
| ---- | ------------ | --------------- | ----------------- | ---- |
| 2004 | KBS 연기대상 | 여자 신인연기상 | 《아름다운 유혹》 | 후보 |